# داگلاس رودریگس (بوکسور)
داگلاس رودریگس (اسپانیایی: Douglas Rodríguez‎; ۳ ژوئن ۱۹۵۰ – ۲۱ مه ۲۰۱۲) بوکسور اهل کوبا بود.